# Baoxu, Guangxi
Baoxu (kinesiska: 宝圩乡, 宝圩) är en socken i Kina. Den ligger i den autonoma regionen Guangxi, i den södra delen av landet, omkring 140 kilometer väster om regionhuvudstaden Nanning. Antalet invånare är 14056. Befolkningen består av 7 034 kvinnor och 7 022 män. Barn under 15 år utgör 15,0 %, vuxna 15-64 år 69 %, och äldre över 65 år 14,0 %.
Genomsnittlig årsnederbörd är 1 793 millimeter. Den regnigaste månaden är juni, med i genomsnitt 329 mm nederbörd, och den torraste är februari, med 25 mm nederbörd.